# Kibaha
Kibaha ist eine Stadt im Osten von Tansania. Sie ist die Hauptstadt der Region Pwani und Verwaltungssitz des Distriktes Kibaha.

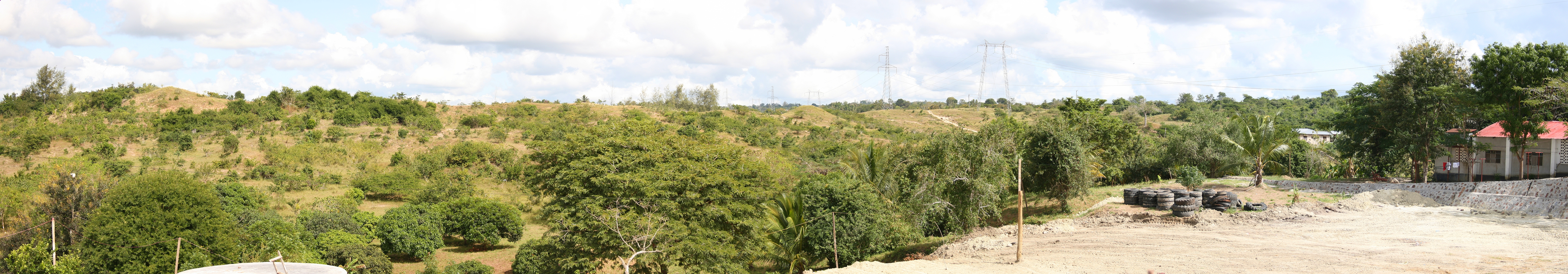
Panorama bei Kibaha

## Geographie
Im Jahr 2022 hatte die Stadt laut Volkszählung 265.360 Einwohner. Sie liegt an der Nationalstraße von Daressalam nach Morogoro. Das Klima ist tropisch, Aw nach der effektiven Klimaklassifikation. Die rund 800 Millimeter Jahresniederschlag fallen hauptsächlich in zwei Regenzeiten von November bis Dezember und von März bis April. Die Durchschnittstemperatur beträgt 25,5 Grad Celsius.

## Geschichte
Der Name „Kibaha“ kommt aus der Sprache der Zaramo, wo es „hier ist es“ bedeutet.

## Wirtschaft und Infrastruktur
- Wirtschaft: Im Jahr 2015 wurde mit Hilfe der Kiluwa Steel Group Company die Industriezone „Kiluwa Free Processing Zone“ geschaffen, um Investoren anzulocken und Arbeitsplätze zu schaffen.[6][7] Kibaha wird durch die Nähe zu Daressalam beeinflusst, es ist eine der wenigen Städte mit einem Zuzug von Einwohnern aus Daressalam.[8]
- Bildung: In der Stadt befindet sich die Mehrzweck-Bildungseinrichtung Kibaha Education Center.[9]
- Straßen: Die wichtigste Straßenverbindung ist die Nationalstraße T1, die Kibaha mit Daressalam verbindet.[2]

## Partnerschaft
Seit dem Jahr 2000 hat Kibaha eine Partnerschaft mit der schwedischen Region Gotland.